# Gewichtheffen op de Olympische Zomerspelen 1968
Gewichtheffen is een van de sporten die beoefend werden tijdens de Olympische Zomerspelen 1968 in Mexico-Stad.
De wedstrijden vormden tegelijkertijd de Wereldkampioenschappen gewichtheffen van dat jaar.

## Heren

### bantamgewicht (tot 56 kg)
| rang   | sporter(s)       | land | drukken  | trekken  | stoten   | totaal   |
| ------ | ---------------- | ---- | -------- | -------- | -------- | -------- |
| Goud   | Mohammad Nassiri | IRI  | 112.5 kg | 105.0 kg | 150.0 kg | 367.5 kg |
| Zilver | Imre Földi       | HUN  | 122.5 kg | 105.0 kg | 140.0 kg | 367.5 kg |
| Brons  | Henryk Trębicki  | POL  | 115.0 kg | 107.5 kg | 135.0 kg | 357.5 kg |
| 4      | Gennadi Tsjetin  | URS  | 110.0 kg | 102.5 kg | 140.0 kg | 352.5 kg |
| 5      | Shiro Ichinoseki | JPN  | 110.0 kg | 107.5 kg | 132.5 kg | 350.0 kg |
| 6      | Fernando Báez    | PUR  | 120.0 kg | 92.5 kg  | 132.5 kg | 345.0 kg |
| 7      | Atanas Kirov     | BUL  | 105.0 kg | 100.0 kg | 130.0 kg | 335.0 kg |
| 8      | Chaiya Sukchinda | THA  | 100.0 kg | 105.0 kg | 125.0 kg | 330.0 kg |

### vedergewicht (tot 60 kg)
| rang   | sporter(s)        | land | drukken  | trekken  | stoten   | totaal   |
| ------ | ----------------- | ---- | -------- | -------- | -------- | -------- |
| Goud   | Yoshinobu Miyake  | JPN  | 122.5 kg | 117.5 kg | 152.5 kg | 392.5 kg |
| Zilver | Dito Sjanidze     | URS  | 120.0 kg | 117.5 kg | 150.0 kg | 387.5 kg |
| Brons  | Yoshiyuki Miyake  | JPN  | 122.5 kg | 115.0 kg | 147.5 kg | 385.0 kg |
| 4      | Jan Wojnowski     | POL  | 117.5 kg | 115.0 kg | 150.0 kg | 382.5 kg |
| 5      | Mieczysław Nowak  | POL  | 117.5 kg | 110.0 kg | 147.5 kg | 375.0 kg |
| 6      | Nasrollah Dehnavi | IRI  | 117.5 kg | 107.5 kg | 140.0 kg | 365.0 kg |
| 7      | Young Moo-shin    | KOR  | 110.0 kg | 115.0 kg | 140.0 kg | 365.0 kg |
| 8      | Manuel Mateos     | MEX  | 120.0 kg | 100.0 kg | 140.0 kg | 360.0 kg |

### lichtgewicht (tot 67.5 kg)
| rang   | sporter(s)           | land | drukken  | trekken  | stoten   | totaal   |
| ------ | -------------------- | ---- | -------- | -------- | -------- | -------- |
| Goud   | Waldemar Baszanowski | POL  | 135.0 kg | 135.0 kg | 167.5 kg | 437.5 kg |
| Zilver | Parviz Jalayer       | IRI  | 125.0 kg | 132.5 kg | 165.0 kg | 422.5 kg |
| Brons  | Marian Zieliński     | POL  | 135.0 kg | 125.0 kg | 160.0 kg | 420.0 kg |
| 4      | Nobuyuki Hatta       | JPN  | 135.0 kg | 127.5 kg | 155.0 kg | 417.5 kg |
| 5      | Won Shin-hee         | KOR  | 127.5 kg | 125.0 kg | 162.5 kg | 415.0 kg |
| 6      | Janós Bagócs         | HUN  | 132.5 kg | 122.5 kg | 157.5 kg | 412.5 kg |
| 7      | Takeo Kimura         | JPN  | 125.0 kg | 120.0 kg | 160.0 kg | 405.0 kg |
| 8      | Konstantin Tilev     | BUL  | 132.5 kg | 115.0 kg | 150.0 kg | 397.5 kg |

### middengewicht (tot 75 kg)
| rang   | sporter(s)        | land | drukken  | trekken  | stoten   | totaal   |
| ------ | ----------------- | ---- | -------- | -------- | -------- | -------- |
| Goud   | Viktor Koerentsov | URS  | 152.5 kg | 135.0 kg | 187.5 kg | 475.0 kg |
| Zilver | Masahi Ohuchi     | JPN  | 140.0 kg | 140.0 kg | 175.0 kg | 455.0 kg |
| Brons  | Károly Bakos      | HUN  | 137.5 kg | 132.5 kg | 170.0 kg | 440.0 kg |
| 4      | Russell Knipp     | USA  | 147.5 kg | 122.5 kg | 167.5 kg | 437.5 kg |
| 5      | Lee Chun-sik      | KOR  | 140.0 kg | 132.5 kg | 165.0 kg | 437.5 kg |
| 6      | Werner Dittrich   | GDR  | 140.0 kg | 130.0 kg | 165.0 kg | 435.0 kg |
| 7      | Miroslav Kolařík  | TCH  | 140.0 kg | 127.5 kg | 162.5 kg | 430.0 kg |
| 8      | Frederick Lowe    | USA  | 132.5 kg | 127.5 kg | 170.0 kg | 430.0 kg |

### lichtzwaargewicht (tot 82.5 kg)
| rang   | sporter(s)        | land | drukken  | trekken  | stoten   | totaal   |
| ------ | ----------------- | ---- | -------- | -------- | -------- | -------- |
| Goud   | Boris Selitski    | URS  | 150.0 kg | 147.5 kg | 187.5 kg | 485.0 kg |
| Zilver | Vladimir Beljajev | URS  | 152.5 kg | 147.5 kg | 185.0 kg | 485.0 kg |
| Brons  | Norbert Ozimek    | POL  | 150.0 kg | 140.0 kg | 182.5 kg | 472.5 kg |
| 4      | Győző Veres       | HUN  | 150.0 kg | 140.0 kg | 182.5 kg | 472.5 kg |
| 5      | Karl Arnold       | GDR  | 155.0 kg | 137.5 kg | 175.0 kg | 467.5 kg |
| 6      | Hans Zdražila     | TCH  | 135.0 kg | 147.5 kg | 180.0 kg | 462.5 kg |
| 7      | Jouni Kailajärvi  | FIN  | 140.0 kg | 130.0 kg | 175.0 kg | 445.0 kg |
| 8      | Lee Jong-sup      | KOR  | 135.0 kg | 130.0 kg | 175.0 kg | 440.0 kg |

### middenzwaargewicht (tot 90 kg)
| rang   | sporter(s)         | land | drukken  | trekken  | stoten   | totaal   |
| ------ | ------------------ | ---- | -------- | -------- | -------- | -------- |
| Goud   | Kaarlo Kangasniemi | FIN  | 172.5 kg | 157.5 kg | 187.5 kg | 517.5 kg |
| Zilver | Jaan Talts         | URS  | 160.0 kg | 150.0 kg | 197.5 kg | 507.5 kg |
| Brons  | Marek Gołąb        | POL  | 165.0 kg | 145.0 kg | 185.0 kg | 495.0 kg |
| 4      | Bo Johansson       | SWE  | 165.0 kg | 145.0 kg | 182.5 kg | 492.5 kg |
| 5      | Jaakko Kailajärvi  | FIN  | 145.0 kg | 150.0 kg | 190.0 kg | 485.0 kg |
| 6      | Árpád Nemessányi   | HUN  | 150.0 kg | 145.0 kg | 187.5 kg | 482.5 kg |
| 7      | Philip Grippaldi   | USA  | 155.0 kg | 137.5 kg | 185.0 kg | 477.5 kg |
| 8      | Vítězslav Ország   | TCH  | 157.5 kg | 130.0 kg | 175.0 kg | 462.5 kg |

### zwaargewicht (boven 90 kg)
| rang   | sporter(s)         | land | drukken  | trekken  | stoten   | totaal   |
| ------ | ------------------ | ---- | -------- | -------- | -------- | -------- |
| Goud   | Leonid Zjabotinski | URS  | 200.0 kg | 170.0 kg | 202.5 kg | 572.5 kg |
| Zilver | Serge Reding       | BEL  | 195.0 kg | 147.5 kg | 212.5 kg | 555.0 kg |
| Brons  | Joe Dube           | USA  | 200.0 kg | 145.0 kg | 210.0 kg | 555.0 kg |
| 4      | Manfred Rieger     | GDR  | 175.0 kg | 155.0 kg | 202.5 kg | 532.5 kg |
| 5      | Rudolf Mang        | FRG  | 177.5 kg | 152.5 kg | 195.0 kg | 525.0 kg |
| 6      | Mauno Lindroos     | FIN  | 157.5 kg | 145.0 kg | 192.5 kg | 495.0 kg |
| 7      | Kalevi Lahdenranta | FIN  | 160.0 kg | 147.5 kg | 185.0 kg | 492.5 kg |
| 8      | Donald Oliver      | NZL  | 147.5 kg | 142.5 kg | 200.0 kg | 490.0 kg |

## Medaillespiegel
| rang   | land             | goud | zilver | brons | totaal |
| ------ | ---------------- | ---- | ------ | ----- | ------ |
| 1      | Sovjet-Unie      | 3    | 3      | 0     | 6      |
| 2      | Japan            | 1    | 1      | 1     | 3      |
| 3      | Iran             | 1    | 1      | 0     | 2      |
| 4      | Polen            | 1    | 0      | 4     | 5      |
| 5      | Finland          | 1    | 0      | 0     | 1      |
| 6      | Hongarije        | 0    | 1      | 1     | 2      |
| 7      | België           | 0    | 1      | 0     | 1      |
| 8      | Verenigde Staten | 0    | 0      | 1     | 1      |
| totaal | totaal           | 7    | 7      | 7     | 21     |

Athene 1896 · 
St. Louis 1904 · 
Antwerpen 1920 · 
Parijs 1924 · 
Amsterdam 1928 · 
Los Angeles 1932 · 
Berlijn 1936 · 
Londen 1948 · 
Helsinki 1952 · 
Melbourne 1956 · 
Rome 1960 · 
Tokio 1964 · 
Mexico-stad 1968 · 
München 1972 · 
Montréal 1976 · 
Moskou 1980 · 
Los Angeles 1984 · 
Seoel 1988 · 
Barcelona 1992 · 
Atlanta 1996 · 
Sydney 2000 · 
Athene 2004 · 
Peking 2008 · 
Londen 2012 · 
Rio de Janeiro 2016 · 
Tokio 2020 · 
Parijs 2024 · 
Los Angeles 2028 
Medaillewinnaars
Atletiek · Basketbal · Boksen · Gewichtheffen · Hockey · Kanovaren · Moderne vijfkamp · Paardensport · Pelota (demonstratie) · Roeien · Schermen · Schietsport · Schoonspringen · Tennis (demonstratie) · Turnen · Voetbal · Volleybal · Waterpolo · Wielersport · Worstelen · Zeilen · Zwemmen